# Torrecilla de la Orden (kommunhuvudort)
Torrecilla de la Orden är en kommunhuvudort i Spanien.   Den ligger i provinsen Provincia de Valladolid och regionen Kastilien och Leon, i den centrala delen av landet, 160 km nordväst om huvudstaden Madrid. Torrecilla de la Orden ligger 779 meter över havet och antalet invånare är 326.
Terrängen runt Torrecilla de la Orden är platt, och sluttar österut. Runt Torrecilla de la Orden är det glesbefolkat, med 17 invånare per kvadratkilometer. Närmaste större samhälle är Fresno El Viejo, 7,1 km öster om Torrecilla de la Orden. Trakten runt Torrecilla de la Orden består till största delen av jordbruksmark.